# Michel Grosclaude
 (janvier 2020).
Si vous disposez d'ouvrages ou d'articles de référence ou si vous connaissez des sites web de qualité traitant du thème abordé ici, merci de compléter l'article en donnant les références utiles à sa vérifiabilité et en les liant à la section « Notes et références ».
Pour les articles homonymes, voir Grosclaude.
Michel Grosclaude, né le 8 juillet 1926 à Nancy (Meurthe-et-Moselle) et mort le 21 mai 2002 à Sauvelade (Pyrénées-Atlantiques), est un philologue et linguiste français, auteur de travaux de grammaire, de lexicologie et d'onomastique occitanes.

## Biographie
Fils de Pierre Grosclaude, universitaire, spécialiste de Malesherbes, il fait ses études à Lyon et à Marseille et passe son bac au Chambon-sur-Lignon (Haute-Loire) pendant la guerre, ce qui aura une certaine importance pour ses idées humanistes. Il termine à la Sorbonne sa formation de professeur de latin, de grec et de philosophie.
Il est nommé professeur à Chinon (Indre-et-Loire), où il se marie avec Claudette Perrotin, institutrice. Ils cherchent alors la possibilité de postes compatibles qu'ils trouvent par hasard en Béarn, elle à Sauvelade et lui au lycée d'Orthez, où il arrive en 1958.
Volontaire pour assumer la charge de secrétaire de mairie à Sauvelade, il est confronté pour la première fois à l'occitan dans sa variante béarnaise du gascon et comprend l'importance de cette langue qu'il avait entrevue au lycée Mistral de Marseille. Il décide alors de se formerm grâce à l'aide de Roger Lapassade un collègue de lycée, qui fondera en 1960 l'association Per Noste à Orthez, comme section gasconne de l'Institut d'études occitanes (IEO). Remarqué pour ses connaissances en latin et en grec, il sera intégré à l'association en 1965 et y deviendra rapidement le spécialiste, lexicographe et historien de la langue. Il y sera un des animateurs de la défense de la culture occitane jusqu'à sa mort.  
Il devient professeur d'occitan et travaille à l'édition d'ouvrages scolaires de première nécessité avec Robert Darrigrand. En même temps, il collabore à la revue Per Noste País Gascons. Il est le concepteur du manuel d'apprentissage Lo Gascon lèu e plan, dont les dessins sont signés Crestian Lamaison, paru aux éditions de la BBC Omnivox et qui comporte des enregistrements. Il co-signe Histoire de Béarn destinée aux maîtres et aux élèves, dont les autres auteurs sont Dominique Bidot-Germa, Jean-Paul Duchon et Crestian Lamaison pour les parties graphiques.
Il réalise un premier dictionnaire français-occitan (pour le béarnais) élémentaire pour l'association La Civada (Pau) et s'attaque à la rédaction d'une version plus complète de ce dictionnaire, avec Gilbert Narioo jusqu'au décès de celui-là. Patric Guilhemjoan le terminera ensuite.
Pendant ce temps, il se formera à l'onomastique occitane et conduira de très intéressantes études de toponymie et de patronymie gasconnes. Pendant douze ans, il animera sur Ràdio País avec un de ses élèves, Crestian Lamaison, son émission quotidienne d'un quart d'heure, Lo Cercanoms (le chercheur de noms), qui est ouverte à tous les sujets ayant trait au patrimoine constitué par les noms propres.
Parallèlement à son métier de professeur de philosophie, plusieurs sujets le passionnent, dont certains, comme la géologie ou la reliure, sont peu connus. Il écrivit des pièces de théâtre gascon. Il collabore aussi au Centre d'étude du protestantisme béarnais dans la revue duquel il présente plusieurs articles.
Il meurt le 21 mai 2002 et est inhumé à Sauvelade.
Un congrès de Trobadas d'agòr lui est consacré en novembre 2013  à Oloron-Sainte-Marie.

## Œuvre

### Théâtre
- La Republica de Peiralada (Per Noste).
- Lo procès de l'aulhèr (Per Noste).
- La termièra sauvatja (Per Noste).

### Études, essais et manuels
- Lo Gascon lèu e plan (manuel d'apprentissage, OmniVox, 1977).
- Le  Béarn, témoignages sur 1 000 ans d'histoire (Per Noste).
- La Gascogne, témoignages sur 2 000 ans d’histoire (Per Noste, rééd. 2006).
- Dictionnaire toponymique des communes du Béarn (Escòla Gaston Fébus, 1991).
- L'Evangèli segon sant Matèu (traduction de l'Évangile de Matthieu, Per Noste, 1995).
- Dictionnaire étymologique des noms de famille gascons (Ràdio País, 1992, rééd. 2004).
- Répertoire des conjugaisons occitanes de Gascogne (Per Noste — La Civada, Utís, 1998).
- Dictionnaire toponymique des communes des Hautes-Pyrénées (Éd. Conseil général des Hautes-Pyrénées, 2000).
- Petit dictionnaire français-occitan (gascon), dit lo Civadet (Per Noste – La Civada, Utís, 1984).
- 70 clés pour la formation de l'occitan de Gascogne (Per Noste — La Civada, Utís, 2000).
- Seuvalada deu Larvath, Histoire de l’abbaye de Sauvelade, reprise de fascicules 1973 et suiv., présentée par Crestian Lamaison (Lo Trebuc, 2016).

### Présentation d'auteurs classiques gascons
- J.-H. Fondeville, La pastorala deu paisan avec Gilbert Narioo (Per Noste — La Civada, 2001).
- Navèra pastorala bearnesa avec Gilbert Narioo (Per Noste — La Civada, 2001).
- Le sermon du curè de Bideren (Per Noste — La Civada, 2002).
- Abbé Girardeau, Las macarienas (Per Noste — La Civada, 2002).
- Maria Blanga, era darrèra deras aurostèras dera vath d'Aspa (Per Noste — La Civada, 2004).

### En collaboration
- Histoire de Béarn avec Dominique Bidot-Germa et Jean-Paul Duchon (Per Noste, 1990).
- Dictionnaire français-occitan (gascon), 45 000 entrées, avec Gilbert Narioo et Patric Guilhemjoan (Per Noste, 2004 [t. 1 AK], 2007 [t. 2 LZ]).